# Jonathan Woodgate
Pour les articles homonymes, voir Woodgate.
Jonathan Woodgate, né le 22 janvier 1980 à Middlesbrough, est un footballeur international anglais reconverti entraîneur.

## Biographie

### Club
Le premier trophée remporté par Woodgate a été la FA Youth Cup en 1997 avec Leeds United. En janvier 2003, Newcastle United l'achète pour 9 millions de livres. Pour Newcastle, cependant, il a été harcelé par les blessures, et n'a joué que 28 matches en deux saisons pour le club, avant d'être acheté par le Real Madrid pour environ 20 millions d'euros. À Madrid, il n'était pas le seul anglais, puisque David Beckham et Michael Owen y jouaient aussi. En août 2006, il quitte le Real Madrid pour rejoindre le club anglais de Middlesbrough. Il rejoint Tottenham au mercato d'hiver en janvier 2008.
Sa carrière a été marquée par des problèmes hors du contexte sportif : en 2000 il a été condamné à 100 heures de service communautaire et interdit de jouer pour l'équipe nationale, pour une attaque en dehors d'une boîte de nuit à Leeds.
Après avoir quitté Tottenham, car il était en fin de contrat, il rallie le club Stoke City, où il retrouve du temps de jeu. Woodgate revient à Middlesbrough le 6 juillet 2012 ou il signe un contrat pour trois saisons . En fin de contrat en juin 2015, il annonce qu'il met un terme à sa carrière sportive mais revient sur sa décision en juillet en signant un contrat d'une saison supplémentaire avec Boro.

### Sélection
Le 9 juin 1999, Jonathan Woodgate honore sa première sélection avec l'Angleterre lors du match comptant pour les éliminatoires de l'Euro 2000 face à la Bulgarie (1-1). Il compte huit sélections avec la sélection anglaise.

### Entraineur
Le 14 juin 2019, il est nommé entraineur de Middlesbrough. Il est licencié le 23 juin 2020.  
Le 1er février 2021, il est nommé entraineur intérimaire de l'AFC Bournemouth en remplacement de Jason Tindall. Le 21 février 2021, il est confirmé à son poste d'entraîneur jusqu'à la fin de la saison 2020-2021.

## Statistiques
| Saison                | Club                  | Championnat           | Championnat | Championnat | Coupe(s) nationale(s) | Coupe(s) nationale(s) | Compétition(s) continentale(s) | Compétition(s) continentale(s) | Compétition(s) continentale(s) | Angleterre | Angleterre | Total | Total |
| Saison                | Club                  | Division              | M.          | B.          | M.                    | B.                    | Comp.                          | M.                             | B.                             | M.         | B.         | M.    | B.    |
| 1998-1999             | Leeds United          | Premier League        | 25          | 2           | 7                     | 0                     | C3                             | 1                              | 0                              | 1          | 0          | 34    | 2     |
| 1999-2000             | Leeds United          | Premier League        | 34          | 1           | 5                     | 0                     | C3                             | 10                             | 0                              | -          | -          | 49    | 1     |
| 2000-2001             | Leeds United          | Premier League        | 14          | 1           | 2                     | 0                     | C1                             | 5                              | 0                              | -          | -          | 21    | 1     |
| 2001-2002             | Leeds United          | Premier League        | 13          | 0           | 2                     | 0                     | -                              | -                              | -                              | -          | -          | 15    | 0     |
| 2002-2003             | Leeds United          | Premier League        | 18          | 1           | 2                     | 0                     | C3                             | 4                              | 0                              | 3          | 0          | 27    | 1     |
| Sous-total            | Sous-total            | Sous-total            | 104         | 5           | 18                    | 0                     | -                              | 20                             | 0                              | 4          | 0          | 146   | 5     |
| 2003                  | Newcastle United      | Premier League        | 10          | 0           | 0                     | 0                     | -                              | -                              | -                              | -          | -          | 10    | 0     |
| 2003-2004             | Newcastle United      | Premier League        | 18          | 0           | 2                     | 0                     | C1+C3                          | 2+5                            | 0+0                            | 1          | 0          | 28    | 0     |
| Sous-total            | Sous-total            | Sous-total            | 28          | 0           | 2                     | 0                     | -                              | 7                              | 0                              | 1          | 0          | 38    | 0     |
| 2004-2005             | Real Madrid           | Primera División      | 0           | 0           | 0                     | 0                     | -                              | -                              | -                              | -          | -          | 0     | 0     |
| 2005-2006             | Real Madrid           | Primera División      | 9           | 0           | 2                     | 0                     | C1                             | 3                              | 1                              | -          | -          | 14    | 1     |
| Sous-total            | Sous-total            | Sous-total            | 9           | 0           | 2                     | 0                     | -                              | 3                              | 1                              | -          | -          | 14    | 1     |
| 2006-2007             | Middlesbrough (prêt)  | Premier League        | 30          | 0           | 6                     | 0                     | -                              | -                              | -                              | 1          | 0          | 37    | 0     |
| 2007-2008             | Middlesbrough         | Premier League        | 16          | 0           | 0                     | 0                     | -                              | -                              | -                              | -          | -          | 16    | 0     |
| Sous-total            | Sous-total            | Sous-total            | 46          | 0           | 6                     | 0                     | -                              | -                              | -                              | 1          | 0          | 53    | 0     |
| 2008                  | Tottenham Hotspur     | Premier League        | 12          | 1           | 1                     | 1                     | C3                             | 4                              | 0                              | 1          | 0          | 18    | 2     |
| 2008-2009             | Tottenham Hotspur     | Premier League        | 34          | 1           | 5                     | 0                     | C3                             | 5                              | 0                              | 1          | 0          | 45    | 1     |
| 2009-2010             | Tottenham Hotspur     | Premier League        | 3           | 0           | 0                     | 0                     | -                              | -                              | -                              | -          | -          | 3     | 0     |
| 2010-2011             | Tottenham Hotspur     | Premier League        | 0           | 0           | 0                     | 0                     | C1                             | 1                              | 0                              | -          | -          | 1     | 0     |
| Sous-total            | Sous-total            | Sous-total            | 49          | 2           | 6                     | 1                     | -                              | 10                             | 0                              | 2          | 0          | 67    | 3     |
| 2011-2012             | Stoke City            | Premier League        | 17          | 0           | 2                     | 0                     | C3                             | 2                              | 0                              | -          | -          | 21    | 0     |
| Sous-total            | Sous-total            | Sous-total            | 17          | 0           | 2                     | 0                     | -                              | 2                              | 0                              | 0          | 0          | 21    | 0     |
| 2012-2013             | Middlesbrough         | Championship          | 24          | 1           | 1                     | 0                     | -                              | -                              | -                              | -          | -          | 25    | 1     |
| 2013-2014             | Middlesbrough         | Championship          | 25          | 0           | 0                     | 0                     | -                              | -                              | -                              | -          | -          | 25    | 0     |
| 2014-2015             | Middlesbrough         | Championship          | 7           | 1           | 2                     | 0                     | -                              | -                              | -                              | -          | -          | 9     | 1     |
| 2015-2016             | Middlesbrough         | Championship          | 0           | 0           | 1                     | 0                     | -                              | -                              | -                              | -          | -          | 1     | 0     |
| Sous-total            | Sous-total            | Sous-total            | 56          | 2           | 4                     | 0                     | -                              | -                              | -                              | -          | -          | 60    | 2     |
| Total sur la carrière | Total sur la carrière | Total sur la carrière | 309         | 9           | 40                    | 1                     | -                              | 42                             | 1                              | 8          | 0          | 399   | 11    |

## Palmarès
- Tottenham Hotspur
  - Vainqueur de la League Cup en 2008.